# To jest rozrywka! II
To jest rozrywka II – kompilacja musicali stworzona przez Metro-Goldwyn-Mayer. Sequel filmu To jest rozrywka!.

## Wystąpili
- Bud Abbott
- Eddie 'Rochester' Anderson
- Louis Armstrong
- Lew Ayres
- John Barrymore
- Lionel Barrymore
- Wallace Beery
- Robert Benchley
- Constance Bennett
- Jack Benny
- Jack Buchanan
- James Cagney
- Sammy Cahn
- Louis Calhern
- Leslie Caron
- Gower Champion
- Marge Champion
- Cyd Charisse
- Maurice Chevalier
- Ronald Colman
- Lou Costello
- Jeanne Coyne
- Joan Crawford
- Bing Crosby
- Dan Dailey
- Doris Day
- Fifi D'Orsay
- Melvyn Douglas
- Tom Drake
- Marie Dressler
- Margaret Dumont
- Jimmy Durante
- Nelson Eddy
- Nanette Fabray
- W.C. Fields
- Bob Fosse
- Clark Gable
- Greta Garbo
- Judy Garland
- Betty Garrett
- Greer Garson
- Hermione Gingold
- Cary Grant
- Fernand Gravey
- Kathryn Grayson
- Carol Haney
- Oliver Hardy
- Jean Harlow
- Katharine Hepburn
- Judy Holliday
- Lena Horne
- Betty Hutton
- Allan Jones
- Howard Keel
- Grace Kelly
- June Knight
- Miliza Korjus
- Hedy Lamarr
- Stan Laurel
- Vivien Leigh
- Oscar Levant
- Myrna Loy
- Jeanette MacDonald
- Bracia Marx
- Roddy McDowall
- Ann Miller
- Robert Montgomery
- Donald O’Connor
- Maureen O’Sullivan
- Walter Pidgeon
- Eleanor Powell
- William Powell
- Tommy Rall
- Debbie Reynolds
- Ginger Rogers
- Mickey Rooney
- Al Shean
- Dinah Shore
- Frank Sinatra
- Red Skelton
- Ann Sothern
- James Stewart
- Lewis Stone
- Elizabeth Taylor
- Robert Taylor
- Franchot Tone
- Spencer Tracy
- Lana Turner
- Bobby Van
- Gwen Verdon
- Ethel Waters
- David Wayne
- Johnny Weissmuller
- Esther Williams
- Keenan Wynn
- Robert Young
- Billie Burke
- Cliff Edwards

## Numery musicalowe
- „That's Entertainment!” - Fred Astaire, Nanette Fabray, Oscar Levant oraz Jack Buchanan w filmie Wszyscy na scenę
- „For Me and My Gal” - Judy Garland oraz Gene Kelly w filmie Dla mnie i mojej dziewczyny (1942)
- „Fascinatin' Rhythm” - Eleanor Powell z zespołem w filmie Lady Be Good (1941)
- „I've Got a Feelin' You're Foolin'” - Robert Taylor oraz June Knight w filmie Broadway Melody of 1936 (1935)
- „Chica Choca” - Greta Garbo w filmie Dwulicowa kobieta (1941)
- „I Wanna Be a Dancin' Man” - Fred Astaire w filmie Nowojorska piękność (1952)
- „Hi-Lili, Hi-Lo” - Leslie Caron oraz Mel Ferrer w filmie Lili (1953)
- „Be a Clown” - Gene Kelly oraz Judy Garland w filmie Pirat (1948)
- „From This Moment On” - Tommy Rall, Ann Miller, Bob Fosse, Bobby Van, Carol Haney oraz Jeanne Coyne w filmie Pocałuj mnie, Kasiu (1953)
- „All of You” - Fred Astaire oraz Cyd Charisse w filmie Jedwabne pończoszki (1957)
- „The Lady Is a Tramp” - Lena Horne w filmie Słowa i muzyka (1948)
- „Smoke Gets in Your Eyes” - Kathryn Grayson, Marge Champion oraz Gower Champion w filmie Cienki lód (1952)
- „Easter Parade” - Judy Garland oraz Fred Astaire w filmie Parada wielkanocna (1948)
- „Temptation” - Bing Crosby w filmie Going Hollywood (1933)
- „Zing! Went the Strings of My Heart” - Judy Garland w filmie Niesforna dziewczyna (1938)
- „Taking a Chance on Love” - Ethel Waters w filmie Cabin in the Sky (1943)
- „Swingin' the Jinx Away” - Eleanor Powell z zespołem w filmie Urodzona do tańca (1936)
- „Stout Hearted Men/Lover, Come Back to Me” - Nelson Eddy oraz Jeanette MacDonald w filmie New Moon (1940)
- „Inka Dinka Doo” - Jimmy Durante w filmie Dwie dziewczyny i żeglarz (1944)
- „I Got Rhythm” - Judy Garland i Mickey Rooney z zeposłem w filmie Zwariowana dziewczyna (1943)
- „The Wedding of the Painted Doll” - Arthur Freed, Nacio Herb Brown i zespół (zapowiada Jack Benny) w filmie The Songwriters Revue (1930) oraz Melodia Broadwayu (1929)
- „Oh, Lady be Good!” - Ann Sothern oraz Robert Young w filmie Lady Be Good (1941)
- „Broadway Serenade (For Every Lonely Heart)” - Jeanette MacDonald z zespołem w filmie Broadway Serenade (1939)
- „Manhattan” - Mickey Rooney w filmie Słowa i muzyka (1948)
- „Three Little Words” - Fred Astaire oraz Red Skelton w filmie Trzy krótkie słowa (1950)
- „Tales w filmie the Vienna Woods” - Fernand Gravey and Miliza Korjus w filmie Wielki walc (1938)
- „Good Morning” - Gene Kelly, Donald O’Connor oraz Debbie Reynolds w filmie Deszczowa piosenka (1952)
- „Triplets” - Fred Astaire, Nanette Fabray oraz Jack Buchanan w filmie Wszyscy na scenę (1953)
- „Have Yourself a Merry Little Christmas” - Judy Garland w filmie Spotkamy się w St. Louis (1944)
- „Steppin' Out with My Baby” - Fred Astaire w filmie Parada wielkanocna (1948)
- „Ten Cents a Dance” - Doris Day w filmie Kochaj albo odejdź (1955)
- „I Got Rhythm” - Gene Kelly w filmie „Amerykanin w Paryżu" (1951)
- „(Love Is) The Tender Trap” - Frank Sinatra w filmie Pułapka miłości (1955)
- „I'll Walk Alone” - Frank Sinatra at the Paramount Theater ca. 1944
- „Ol' Man River” - Frank Sinatra w filmie Burzliwe życie Kerna (1946)
- „I Fall In Love Too Easily” - Frank Sinatra w filmie Podnieść kotwicę (1945)
- „I Believe” - Frank Sinatra oraz Jimmy Durante w filmie It Happened in Brooklyn (1947)
- „You're Sensational” - Frank Sinatra w filmie Wyższe sfery (1956)
- „I Begged Her” - Frank Sinatra oraz Gene Kelly w filmie Podnieść kotwicę (1945)
- „Maxim's/Girls Girls Girls” - Maurice Chevalier w filmie Wesoła wdówka (1934)
- „The Last Time I Saw Paris” - Dinah Shore w filmie Burzliwe życie Kerna (1946)
- „Our Love Is Here to Stay” - Gene Kelly oraz Leslie Caron w filmie Amerykanin w Paryżu (1951)
- „I'll Build a Stairway to Paradise” - Georges Guetary w filmie Amerykanin w Paryżu (1951)
- „Can-Can” - Gwen Verdon z zespołem w filmie Wesoła wdówka (1952)
- „The Merry Widow Waltz” - Zespół taneczny w filmie Wesoła wdówka (1934)
- „Sinbad the Sailor” - Gene Kelly w filmie Zaproszenie do tańca (1956)
- „Now You Has Jazz” - Bing Crosby oraz Louis Armstrong w filmie Wyższe sfery (1956)
- „A Couple of Swells” - Judy Garland oraz Fred Astaire w filmie Parada wielkanocna (1948)
- „Take Me to Broadway” - Bobby Van z zespołem w filmie Small Town Girl (1953)
- „Broadway Melody Ballet” - Gene Kelly, Cyd Charisse z zespołem w filmie Deszczowa piosenka (1952)
- „There's No Business Like Show Business” - Betty Hutton, Howard Keel, Louis Calhern oraz Keenan Wynn w filmie Rekord Annie (1950)
- „I Like Myself” - Gene Kelly w filmie Zawsze jest piękna pogoda (1955)
- „I Remember It Well” - Maurice Chevalier oraz Hermione Gingold w filmie Gigi (1958)
- „Bouncin' the Blues” - Fred Astaire oraz Ginger Rogers w filmie Przygoda na Broadwayu (1949)
- „Cypress Gardens Water Spectacular” - Esther Williams w filmie Easy to Love (1953)
- Finał - Fred Astaire oraz Gene Kelly